# Debrzyca
Debrzyca (cz. Šimborn, niem. Schönbrunn) – wieś w Polsce położona w województwie opolskim, w powiecie głubczyckim, w gminie Głubczyce.
Leży na terenie Nadleśnictwa Prudnik (obręb Prudnik).

## Zabytki
Do wojewódzkiego rejestru zabytków wpisany jest kościół par. pw. św. Jakuba, z XVI/XVII w., XVIII w.